# Kantonsrat (Schwyz)
Der Kantonsrat Schwyz ist das Parlament des Kantons Schwyz. Er tagt im Kantonsratssaal im Rathaus von Schwyz und ist die gesetzgebende und oberste aufsichtführende Behörde des Kantons. Seine 100 Mitglieder werden, verteilt nach Proporzverfahren, für vier Jahre gewählt. Der Kantonsrat erlässt alle grundlegenden und wichtigen Bestimmungen in Form von Gesetzen. Am 22. März 2020 fand die letzte Gesamterneuerungswahl statt.

## Aufgaben
Der Kantonsrat tritt nach einer Gesamterneuerungswahl zwischen dem 20. und 30. Juni des Wahljahres zur konstituierenden Sitzung zusammen.
Die Verfassung schreibt zur Anzahl der weiteren Versammlungen lediglich eine Sommer- und eine Wintersitzung vor; weitere Versammlungen sind auf Anordnung des Präsidenten, des Regierungsrates oder auf Verlangen von 15 Ratsmitgliedern möglich. In der Geschäftsordnung des Kantonsrats wird dies dahingehend konkretisiert, dass der Kantonsrat einmal monatlich zusammentritt, ausser in den Monaten Januar, Juli und August.
Der Kantonsrat ist beschlussfähig, wenn mindestens die Hälfte seiner Mitglieder anwesend ist. Andernfalls wird die Sitzung aufgehoben.
Der Kantonsrat wählt aus seiner Mitte jeweils für ein Jahr den Präsidenten, den Vizepräsidenten und zwei Stimmenzähler; diese stellen zusammen mit den Fraktionspräsidenten das Präsidium des Kantonsrats dar. Aus den Mitgliedern des Regierungsrates wählt der Rat den Landammann und seinen Stellvertreter, den Landesstatthalter, für zwei Jahre. Ausserdem wählt der Kantonsrat für die Dauer von vier Jahren die Mitglieder und Präsidenten der kantonalen Gerichte, den Oberstaatsanwalt und den Staatsschreiber.
Der Kantonsrat erlässt Rechtsakte in der Form des Gesetzes, besonders wenn sie Rechte und Pflichten von natürlichen und juristischen Personen begründen oder Grundzüge der Organisation von Kanton, Bezirken und Gemeinden festlegen. Der Erlass von Gesetzen kann auch an die Stimmbürger oder an die Regierung delegiert werden.
Der Beschluss einer Teil- oder Totalrevision der Verfassung muss dem Volk zur Abstimmung vorgelegt werden. Ebenso unterstehen sämtliche Beschlüsse, welche einmalige Ausgaben von mehr als 250'000 Franken oder jährlich wiederkehrende Ausgaben von 50'000 Franken zur Folge haben, der zwingenden Volksabstimmung.
Gegen sämtliche vom Kantonsrat beschlossenen Staatsverträge, Dekrete oder Verordnungen kann das Referendum ergriffen werden. Stimmen diesem 2000 Stimmbürger innerhalb von 30 Tagen zu, muss die Vorlage dem Volk zur Abstimmung vorgelegt werden.
Ebenfalls können 2000 Stimmberechtigte das Referendum gegen Gesetzesbeschlüsse erheben. In der Verfassung ist hierzu keine Frist genannt.

## Parteien – Wahlergebnisse seit 1900
- Grüne: 1
- SP-Grüne: 14
- GLP: 5
- Mitte: 23
- FDP: 19
- SVP: 38

| Partei                                                                    | Prozent (2024) | Sitze |
| ------------------------------------------------------------------------- | -------------- | ----- |
| Schweizerische Volkspartei (SVP)                                          | 38,3 %         | 38    |
| Die Mitte                                                                 | 23,0 %         | 23    |
| FDP.Die Liberalen (FDP)                                                   | 18,8 %         | 19    |
| Sozialdemokratische Partei (SP), Grüne und Unabhängige (gemeinsame Liste) | 14,7 %         | 15    |
| Grünliberale Partei (GLP)                                                 | 4,7 %          | 5     |
| Evangelische Volkspartei und Eidgenössisch-Demokratische Union (EVP-EDU)  | 0,4 %          | –     |

In den Wahlen seit 1900 ergaben sich im Schwyzer Kantonsrat folgende Sitzverteilungen:

## Mitglieder
Für den Schwyzer Kantonsrat existiert keine Amtsdauerbegrenzung. Jedes Mitglied kann also immer wiedergewählt werden.

### Mandatszuteilung auf die Gemeinden
Im Gegensatz zu vielen anderen Kantonen, in denen die Gemeinden zu Wahlkreisen zusammengefasst werden, in deren Bereichen dann die Mandate verteilt werden, kennt der Kanton Schwyz keine solche Regelung.
Die Wahl der 100 Mitglieder erfolgt in den einzelnen Gemeinden: jede Gemeinde des Kantons Schwyz stellt also ein für sich abgeschlossenes Wahlgebiet dar. Dabei gilt, dass jede Gemeinde – und sei sie auch noch so klein – Anspruch auf mindestens einen Vertreter im Kantonsrat hat.
Die Anzahl der Mandate pro Gemeinde hängt von der jeweiligen Einwohnerzahl gemäss dem Ergebnis der letzten eidgenössischen Volkszählung ab. Zur Ermittlung der Mandatsverteilung wird ein sogenannter Teilungsquotient gebildet. Dieser ergibt sich, indem die Einwohnerzahl des Kantons Schwyz auf den nächsten 1000er abgerundet und dann durch 100 geteilt wird.
Bei der Wahl 2011 ergab sich – ausgehend von einer Einwohnerzahl von 146'730, abgerundet auf 146'000 und durch 100 geteilt – ein Teilungsquotient von 1460.
Nun werden jeder Gemeinde zunächst so viele Mandate zugeteilt, wie sich ihre Einwohnerzahl durch den Teilungsquotienten vollständig dividieren lässt. 87 Sitze werden so aktuell zugeteilt.
Gemeinden, die hierbei leer ausgehen, erhalten nun einen Sitz, womit weitere 9 Mandate verteilt wurden.
Die noch verbleibenden Mandate werden nun in Abhängigkeit von den jeweiligen Teilungsresten an die übrigen Gemeinden verteilt.
Hierzu wird stets im Jahr vor der Gesamterneuerungswahl ein Regierungsratsbeschluss über die Vertretung der Gemeinden im Kantonsrat publiziert, letztmals am 6. September 2011
| Gemeinde      | Einwohnerzahl | Anzahl Vertreter |
| ------------- | ------------- | ---------------- |
| Schwyz        | 14'423        | 10               |
| Arth          | 10'699        | 7                |
| Ingenbohl     | 8'411         | 6                |
| Muotathal     | 3'561         | 2                |
| Steinen       | 3'182         | 2                |
| Sattel        | 1'781         | 1                |
| Rothenthurm   | 2'143         | 1                |
| Oberiberg     | 812           | 1                |
| Unteriberg    | 2'305         | 1                |
| Lauerz        | 1'055         | 1                |
| Steinerberg   | 864           | 1                |
| Morschach     | 1'033         | 1                |
| Alpthal       | 563           | 1                |
| Illgau        | 789           | 1                |
| Riemenstalden | 87            | 1                |
| Gersau        | 2'094         | 1                |
| Lachen        | 7'850         | 5                |
| Altendorf     | 6'036         | 4                |
| Galgenen      | 4'652         | 3                |
| Vorderthal    | 1'025         | 1                |
| Innerthal     | 199           | 1                |
| Schübelbach   | 8'457         | 6                |
| Tuggen        | 2'980         | 2                |
| Wangen        | 4'650         | 3                |
| Reichenburg   | 3'134         | 2                |
| Einsiedeln    | 14'385        | 10               |
| Küssnacht     | 12'224        | 8                |
| Wollerau      | 6'916         | 4                |
| Freienbach    | 15'647        | 10               |
| Feusisberg    | 4'773         | 3                |

### Proporzwahl
Seit 2016 wird im Kanton Schwyz der Kantonsrat nach dem Verhältniswahlverfahren (Proporz) gewählt.
Die Wahlvorschläge (Listen) aus den einzelnen Gemeinden (Wahlkreise) dürfen höchstens so viele Namen wählbarer Personen enthalten, als die Gemeinde Sitze im Kantonsrat zugeteilt erhalten hat. Ein Name darf dabei nicht mehr als zweimal aufgeführt sein. Die Listen aus mehreren Gemeinden, welche die gleiche Listenbezeichnung verwenden, bilden eine Listengruppe. Listenverbindungen, wie z. B. bei Regierungsratswahlen, sind nicht möglich.
Jeder Stimmberechtigte verfügt über so viele Einzelstimmen, wie in seiner Gemeinde Kantonsräte zu wählen sind. Der Wähler hat die Möglichkeit, einem Kandidaten maximal zwei Stimmen zu geben (Kumulieren) oder Namensvorschläge auf einer Liste zu streichen bzw. durch einen anderen Kandidaten zu ersetzen (Panaschieren). Es besteht auch die Möglichkeit, selbst geschriebene Wahlzettel einzulegen, welche Vorgeschlagene aus allen Listen enthalten.
Zur Ermittlung des Ergebnisses werden zuerst die Kandidaten- und Parteistimmen ermittelt. Anschliessend findet eine Mandatszuteilung auf die Listengruppe (Oberzuteilung) statt, d. h., es wird ermittelt, wie viele Mandate eine Partei bzw. Listengruppe erreicht hat. Anschliessend wird die Mandatszuteilung auf die Listen der Wahlkreise (Unterzuteilung) ermittelt. Mit dem ermittelten Wert für den Wahlkreisdivisor und den Listengruppendivisor werden nun die Mandate aufgrund der Kandidatenstimmen in den einzelnen Gemeinden ermittelt.
Dieses Verfahren wird als doppeltproportionales Zuteilungsverfahren oder, umgangssprachlich, als Doppelter Pukelsheim bezeichnet. Die Änderung des Wahlsystems wurde notwendig, da der Nationalrat im Jahr 2013 feststellte, dass das bis dahin gültige Wahlverfahren im Kanton Schwyz verfassungswidrig ist.
Für die Wahl gilt eine kantonsweite explizite Sperrklausel von 1 %.

### Entschädigung der Abgeordneten
Die Entschädigung der Abgeordneten ist in der Geschäftsordnung des Kantonsrats geregelt.
Jedes Mitglied erhält pro vollem Sitzungstag ein Sitzungsgeld von 300 Franken, für einen halben Sitzungstag werden 200 Franken bezahlt. Der Kantonsratspräsident sowie die Kommissionspräsidenten und Leiter von Sitzungen erhalten das doppelte Sitzungsgeld.
Ausserdem erhält der Kantonsratspräsident eine Zulage von nominell 17'000 Franken. Im Gegensatz zum Sitzungsgeld wird diese jedoch automatisch der Teuerung angepasst gemäss dem Landesindex der Konsumentenpreise.
Für die An- und Abreise zu den Sitzungen werden die Kosten der öffentlichen Verkehrsmittel 1. Klasse ersetzt. Wenn dies nicht möglich oder unwirtschaftlich ist, werden Fahrten mit dem Privatfahrzeug analog den Regelungen für kantonale Verwaltungsangestellte erstattet.
Zudem werden 50 Franken pro Sitzungstag und 35 Franken pro halbem Sitzungstag für die auswärtige Verpflegung gezahlt.